# Frederik Faber
Pour les articles homonymes, voir Faber.
Frederik Faber est un zoologiste danois, né le 21 avril 1795 à Odense, et mort le 9 mars 1828 à Horsens.
Comme son père, il s’oriente vers le droit et l’étudie à l’université de Copenhague. Passionné par l’histoire naturelle, il se consacre surtout à l’étude de la zoologie. Après ses examens en 1818, il obtient une bourse pour faire des recherches en Islande.
Il part en mai 1819 et y demeure jusqu’en 1821. Il réalise de nombreuses observations et constituant une importante collection d’oiseaux et de poissons.
Il publie l’année suivante Prodromus der isländischen Ornithologie, Das Leben der Hochnordischen Vögel (1825) et Naturgeschichte der Fische Islands en 1829. Faber note dans son Leben der hochnordischen Vögel que les différentes espèces d’oiseaux ont été créées pour correspondre à chacune des régions du monde.